# Брацигово (община)
Община Брацигово се намира в Южна България и е една от съставните общини на Област Пазарджик.

## География

### Географско положение, граници, големина
Общината е разположена в източната част на Област Пазарджик. С площта си от 229,425 km2 заема 8-о място сред 12-те общините на областта, което съставлява 5,12% от територията на областта. Границите ѝ са следните:
- на юг и югозапад – община Батак;
- на запад – община Пещера;
- на север – община Пазарджик;
- на североизток – община Стамболийски, Област Пловдив;
- на изток – община Кричим, Област Пловдив;
- на югоизток – община Девин, Област Смолян.

### Природни ресурси

#### Релеф
Релефът на общината е средно планински, хълмист и равнинен, като територията ѝ изцяло попада в пределите на Западните Родопи.
Близо 80% от площта на община Брацигово се заема от крайния североизточен дял на Баташка планина – рида Равногор. В пределите на общината попада почти целия рид с изключения на крайните му западни и южни части. Максималната му височина връх Санджак (1878 m) се издига югозападно от село Равногор, на границата с община Батак. На север рида постепенно се понижава и завършва с полегати склонове до долината на Стара река, а на изток, към долината на река Въча склоновете са много стръмни, на места отвесни.
В северната част на община Брацигово се простират южните склонове на ниските Бесапарски ридове с височина до 500 m.
Районът южно от тях и северно от крайните разклонения на рида Равногор се заема от обширната долина на Стара река и в нейното корито, югоизточно от село Исперихово се намира най-ниската точка на общината – 222 m н.в.

#### Води
Основна водна артерия на община Брацигово е Стара река (десен приток на Марица), която протича през нея с част от долното си течение на протежение от около 10 km. Северно от град Брацигово отдясно в нея се влива най-големият ѝ приток Равногорска река, която протича през общината с цялото си течение от 24 km.
По границата с общините Кричим и Девин преминава част от долното течение на река Въча (десен приток на Марица), като в нейните предели попадат западните брегове на двата големи язовира Въча и Кричим.

#### Защитени територии
На територията на община Брацигово има обявени шест защитени територии. Всички те попадат в горския фонд и се стопанисват и опазват от ГС – Пещера. Състоянието им е задоволително.
- Защитена местност „Атолука“. Намира се в землищата на Брацигово и Равногор и заема площ от 318,2 ха.
- Защитена местност „Тъмра“ – в землищата на Брацигово и Розово с площ от 537,3 ха.
- Историческото място „Винище“ – в землището на село Равногор с площ 27,5 ха.
- Вековно дърво Бук Д.Р. № 515 – с. Розово.
- Архитектурен резерват – село Жребичко.

## Население

### Етнически състав (2011)
Численост и дял на етническите групи според преброяването на населението през 2011 г.:
|                     | Численост | Дял (в %) |
| Общо                | 9648      | 100,00    |
| Българи             | 7652      | 79,31     |
| Турци               | 650       | 6,74      |
| Цигани              | 395       | 4,09      |
| Други               | 29        | 0,30      |
| Не се самоопределят | 42        | 0,44      |
| Неотговорили        | 880       | 9,12      |

### Възрастов състав
Към 3 август 2004 г. населението на общината до 18-годишна възраст е 1921 души – 17,8 %, 3139 души – 29,1 % над 62-годишна възраст за мъжете и 57 г. за жените, а в трудоспособна възраст са 5708 души, или 53 % от населението. Най-голям е относителният дял на младите хора до 18 години в село Исперихово – 555 души (28,2 %) и в Брацигово 915 души (19,5 %), а на хората в пенсионна възраст е в село Жребичко – 97 души (53,6 %) и в село Равногор – 890 души (53,5 %).

### Населени места
Общината има 7 населени места с общо население от 7355 жители към 7 септември 2021 г.
| Населено място | Население (2021 г.) | Площ на землището km2 | Забележка (старо име) | Населено място | Население (2021 г.) | Площ на землището km2 | Забележка (старо име)           |
| -------------- | ------------------- | --------------------- | --------------------- | -------------- | ------------------- | --------------------- | ------------------------------- |
| Брацигово      | 3315                | 26,199                |                       | Козарско       | 734                 | 12,571                |                                 |
| Бяга           | 1254                | 39,081                |                       | Равногор       | 367                 | 78,348                | Ясъ кория                       |
| Жребичко       | 37                  | 31,450                |                       | Розово         | 366                 | 26,393                | Чанакчиево                      |
| Исперихово     | 1282                | 15,383                | Айдъново              | ОБЩО           | 7355                | 229,425               | няма населени места без землища |

Средната гъстота на населението в общината е 32 души/км2.

## Административно-териториални промени
- Указ № 677/обн. 15 декември 1892 г. – признава с. Брацигово за гр. Брацигово;
- МЗ № 2820/обн. 14 август 1934 г. – преименува с. Айдъново (Айдиново) на с. Исперихово;

– преименува с. Ясъ кория на с. Равногор;
– преименува с. Чанакчиево на с. Розово;
- МЗ № 1695/обн. 27 септември 1937 г. – заличава с. Осеново поради изселване.

## Култура
Община Брацигово има богато културно-историческо наследство. На територията на общината има много веществени доказателства, оставени от траки, римляни, славяни и българи.
- Могилите в село Равногор са с тракийски произход. Тук е най-голямата куполна тракийска гробница в България. Тракийски гробници от раннохристиянската епоха в село Исперихово.
- Паметници от римската епоха са крепостта от XII век „Ватрахокастрон“ край Брацигово и много мостове, римски пътища и светилища.
- Градски исторически музей, в който се съхраняват много снимки и документи, вещи и оръжие, проследяващи историята на селищата и борбите на техните жители по време на Априлското въстание. Музеят е част от Стоте национални туристически обекта.
- Паметник на Васил Петлешков на лобното му място.
- Дамовата къща е паметник на културата и туристически комплекс.
- Читалище „Трендафил“, основано през 1874 г. със средства на Васил Петлешков, е културно средище до Освобождението и след него.
- Етнографска експозиция – забележителен архитектурен паметник, в който са представени занаяти: розопроизводство, кацарство, тъкачество и др.
- Експозиция „Брациговска архитектурна школа“ представя дейността на брациговските майстори в Османската империя.
- Експозиция в родната къща на Васил Петлешков.
- Църквата „Св. Троица“ в с. Жребичко и Брациговската църква – строени през 1831 г.
- Културен дом, строен през 1956 г.

## Транспорт
В северната част на общината, от изток на запад преминава участък от 12,7 km от трасето на жп линията Стамболийски – Кричим – Пещера.
През общината преминават частично 3 пътя от Републиканската пътна мрежа на България с обща дължина 41,4 km:
- участък от 10,5 km от Републикански път III-375 (от km 4 до km 14,5);
- участък от 27,5 km от Републикански път III-377 (от km 3,3 до km 30,8);
- последният участък от 3,4 km от Републикански път III-8004 (от km 9,3 до km 12,7).

## Топографска карта
- Лист от карта K-35-61. Мащаб: 1 : 100 000.
- Лист от карта K-35-73. Мащаб: 1 : 100 000.